# Hampden Park

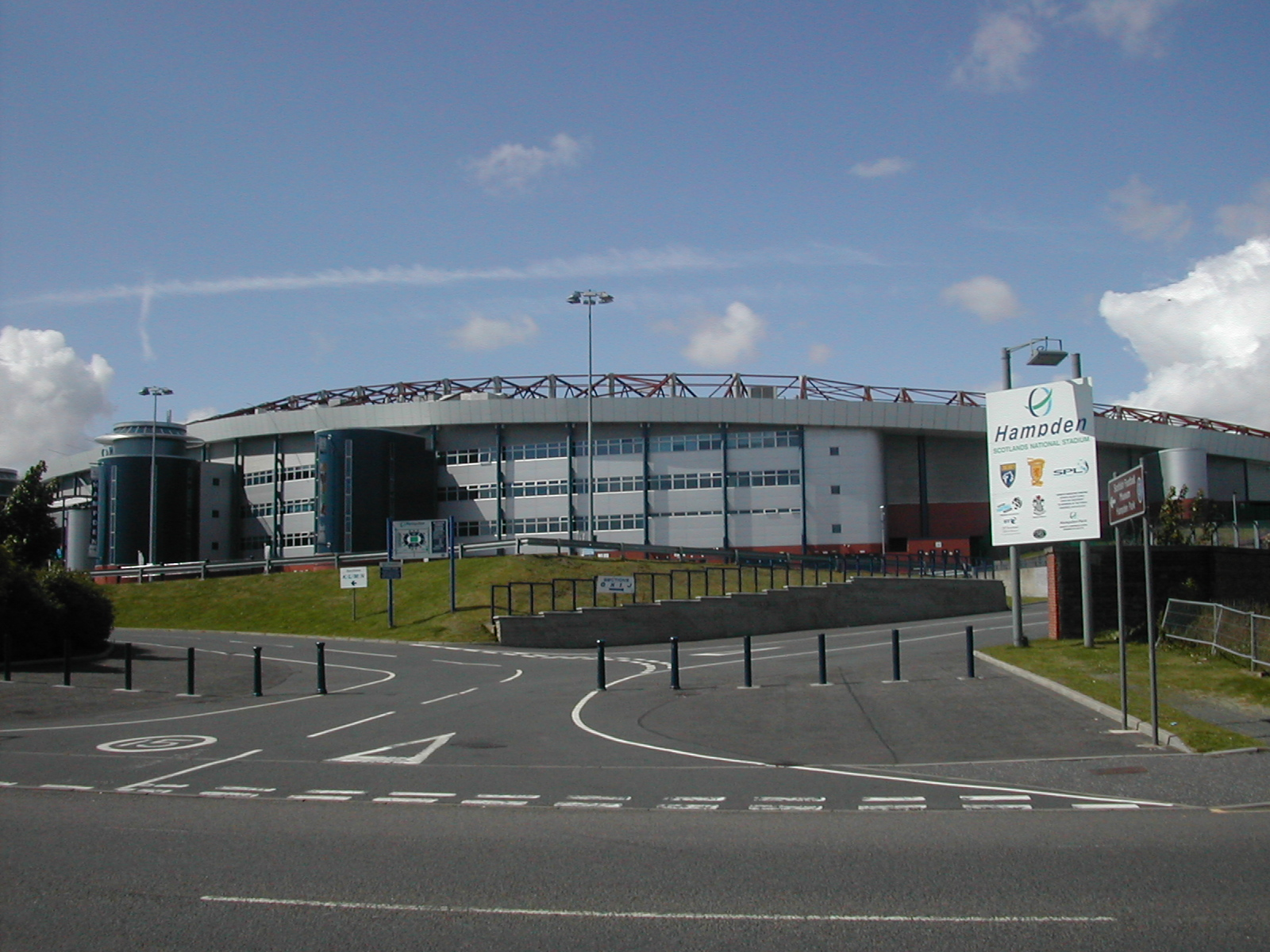
Hampden Park

Hampden Park, öppnad 31 oktober 1903, är en fotbollsarena i Glasgow i Skottland i Storbritannien. Den är hemmaplan för Queen's Park FC och Skottlands nationalarena för fotboll.
Fram till 1950 var Hampden Park den största fotbollsstadion i världen, och den innehar fortfarande tre europeiska och brittiska publikrekord:
- 149 547 - Skottland - England år 1937. Högsta publiksiffran för fotboll i Europa
- 146 433 - Celtic - Aberdeen år 1937. Högsta publiksiffran för en klubblagsmatch i Europa.
- 136 505 - Celtic - Leeds United år 1970. Högsta publiksiffran för en tävlingsmatch arrangerad av Uefa.

Publikkapaciteten är numera kraftigt reducerad efter att arenan moderniserats och alla ståplatser tagits bort. Maximal kapacitet uppgår idag till 52 500 åskådare.
Skottlands fotbollsmuseum och 
Scottish Football Hall of Fame har lokaler på Hampden Park.